# Turukhansk
Turukhansk - Туруханск (rus) - és un poble del krai de Krasnoiarsk, a Rússia. Es troba a l'Àrtida, a la confluència dels rius Ienissei i Tunguska inferior. Té una població de 4.849 habitants (cens de 2002). Compta amb un aeroport.
És un dels primers assentament russos a Sibèria Turukhansk es va fundar l'any 1607 com a campament d'hivern dels cosacs i de mercadres.
Durant l'Imperi Rus i la Unió Soviètica Turukhansk sovint va ser un lloc destinat a l'exili polític. Entre els exiliats s'hi troben Iuli Màrtov, Iàkov Sverdlov, Ióssif Stalin, Lev Kàmenev, la filla de Marina Tsvetàieva, Ariadna Efron, i l'arquebisbe Luka Voinó-Iassenetski.

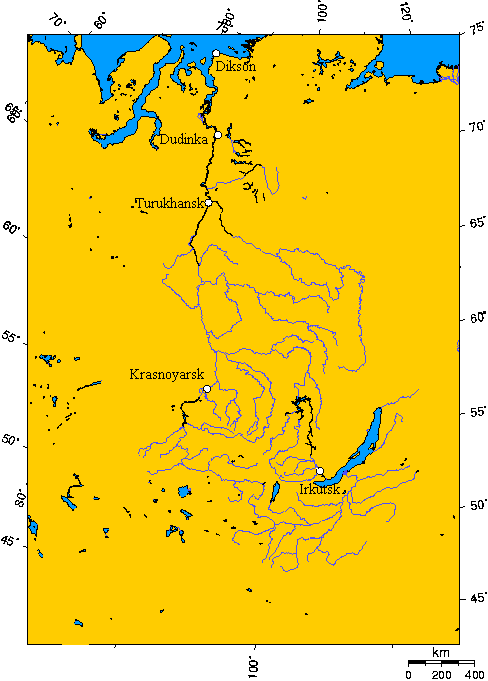
Conca del riu Ienissei